# زیبایی (فیلم ۲۰۱۱)
«زیبایی» (آفریکانس: Skoonheid) فیلمی در ژانر درام است که در سال ۲۰۱۱ منتشر شد.